# Campaña de Occidente
La Campaña de Occidente es la denominación de las operaciones militares libradas entre 1821 y 1823, marcando el final de la guerra de independencia de Venezuela y estando relacionada con la independencia de Colombia. Se trató del último intento del capitán general canario Francisco Tomás Morales de reconquistar el territorio venezolano utilizando un ejército reclutado entre los sobrevivientes de Carabobo y guerrillas realistas. 
Los combates se libraron en la actual región Centro Occidental de Venezuela y la costa caribeña de Colombia, en los que no participó directamente Simón Bolívar, por entonces presidente de la República de la Gran Colombia, pues estaba ocupado con la Campaña del Sur. En cambio, las operaciones estuvieron dirigidas por sus lugartenientes, en especial José Antonio Páez, Carlos Soublette, Mariano Montilla y José Prudencio Padilla.

## Antecedentes

### Territorio
La ciudad de Coro tenía un clima seco y caluroso, un terreno arenoso y sufría una permanente escasez de agua. Posiblemente era la zona más árida, despoblada y pobre de Venezuela, siempre expuesta a incursiones de los guajiros. Su puerto, La Vela de Coro, estaba a dos leguas y no ofrecía seguridad alguna; la misma villa no podía fortificarse y era difícil de defender, pues estaba abierta y no poseía cerros ni alturas, simplemente estaba en una llanura. Había un bajo número de esclavos y un alto porcentaje de indígenas.
El académico Fermín Toro Jiménez sostenía que la ciudad de Coro creció de 6000 a 10 000 habitantes entre 1800 y 1810. James Biggs fue testigo de la llegada de Francisco de Miranda a la ciudad en 1806, corrobora la cifra de 10 000 habitantes para Coro y sostiene que su puerto tenía otros 2000 pobladores. En 1820 el periódico trisemanal Miscelánea de comercio, artes y literatura, basándose en datos que había recibido de la Gaceta de Caracas, afirmaba que desde el principio de la revolución (1810) la comarca de Coro había perdido 4000 habitantes por la guerra (y la vecina Maracaibo otros 6000).
| Población de la provincia de Coro |           |                                              |
| Año                               | Población | Fuente                                       |
| 1800                              | 32 000    | Alexander von Humboldt                       |
| 1810                              | 30 000    | Alexander von Humboldt                       |
| 1819                              | 53 284    | Rafael Lasso de la Vega, obispo de Maracaibo |
| 1825                              | 23 509    | Censo oficial de la Gran Colombia            |
| 1829                              | 29 271    | Sociedad Económica Amigos del País           |
| 1839                              | 40 476    | Agustín Codazzi                              |

En el mercado de Tucacas se vendían la mayoría de los alimentos, que tenían que traerse de Puerto Cabello y las haciendas de Yaracuy. La falta de riego en su llanura sólo permitía el crecimiento de cactus y nopales en los alrededores, nada de pasto para cualquier ganado bovino, equino o caprino, lo que llevó a la población, especialmente los esclavos, a dedicarse a la minería como base de su economía. En los calurosos cerros de la región pastaban algunas manadas de cabras y unas pocas cabezas de ganado mayor. En la costa había muchas aldeas de caquetíos que se dedicaban principalmente a la caza y la pesca. En muchas haciendas de la comarca se producía cacao, tanto que se podía exportar.

### Causas del fidelismo
El apoyo popular, la decisión y capacidades de sus dirigentes sumados a una difícil geografía permitieron a estos pueblos lograr ofrecer una prolongada y firme resistencia a los republicanos aunque a un grave coste económico y demográfico. El rechazo a las revoluciones liberales que vivió el oeste venezolano es comparable al de Pasto en Nueva Granada o a «la lucha obstinada de los realistas franceses en la Vendée» durante la Revolución francesa. Desde la resistencia al marqués del Toro en 1810, a las guerrillas del cura Andrés Torrellas y el indio Juan de los Reyes Vargas hasta después de Carabobo, los corianos y marabeños defendieron la causa realista al grito de «¡Vivan Dios y el Rey!». Efectivamente, sin ese apoyo Morales jamás hubiera podido salir de Puerto Cabello y organizar las campañas de 1822-1823.

La República era un concepto abstracto, difícilmente comprensible para la mayoría de la población. En cambio, el Rey era un principio de la vida que no necesitaba ser probado, de allí la enorme dificultad de suplantar la conciencia monárquica por la conciencia republicana, porque era sustituir algo real, algo que todo el mundo asumía como real, por un concepto abstracto cuya realización nadie había visto.

Debe mencionarse que los historiadores posteriores, como el liberal colombiano José Manuel Restrepo, atribuían el rechazo de amplios sectores de la población a la «lucha justa contra España» a «el fanatismo religioso, el fanatismo por la monarquía y su funesta ignorancia llamándolos los hijos descarriados de Colombia». Efectivamente, hay casos como el sacerdote Torrellas que «Semejante a aquellos sacerdotes vendeanos, decía misa antes de combatir, arengaba desde el púlpito a sus soldados, los bendecía y luego al grito de ¡Vivan Dios y el Rey! los lanzaba a una guerra sin cuartel». Sin embargo, debe mencionarse Restrepo demuestra un claro «sesgo ideológico», «desconfiaba de los movimientos populares» (como habían sido las partidas de Coro y Pasto) y busca causas morales más que sociales a «las perturbaciones políticas» porque él estaba «interesado en la construcción de un estado fuerte». Había asumido la «leyenda negra» de los realistas, especialmente los pastusos. Hubo otros factores, como el miedo de los terratenientes criollos por un nuevo levantamiento servil como el de José Leonardo Chirino en 1795, la rivalidad existente desde el siglo XVI entre Coro y Caracas porque la segunda le robo a la primera la sede de la capital política y religiosa del país, una menor rivalidad entre la élite coriana y los peninsulares por el acceso a cargos administrativos, o que las ciudades del oeste venezolano no dependían económicamente de Caracas por la poca conexión, sino del comercio naval con Cuba, Saint-Domingue, Curazao, Veracruz, Cartagena de Indias y Aruba (lo que las hizo bastante ricas).
Maracaibo se había mantenido al margen del conflicto hasta las campañas, no sufriendo ataques patriotas a diferencia de otros bastiones realistas como Coro y Angostura, pudiendo aportar recursos tributarios al esfuerzo bélico realista. Pero la ciudad sí fue afectada indirectamente al no poder exportar su cacao y café a España y el resto de América. Estratégicamente era importante, a inicios de 1821, gracias al pronunciamiento de unos patriotas locales, la ciudad pasó a la República y se pudo aislar por vía terrestre a los bastiones monárquicos de Riohacha y Santa Marta del bastión de Coro para conquistarlos uno por uno.

### Periodización

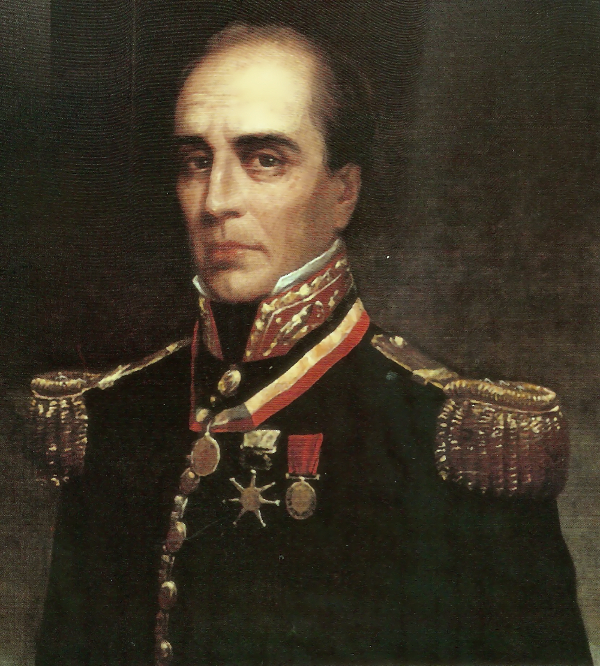
Retrato del general Rafael Urdaneta, por Martín Tovar y Tovar, 1874.

El historiador historiador Miguel Ángel Mudarra estableció tres etapas diferentes para la Guerra de Independencia de Venezuela: la primera, 1810/1811-1816, donde derrotas y victorias patriotas se fueron alternando; la segunda, 1817-1821, desde la conquista de Guayana, que sirvió de base de operaciones hasta llegar a Carabobo; y una tercera, posterior a la gran victoria. Mudarra también propone clasificaciones más detallistas y basadas en etapas constitucionales hablan de: «Etapa de las Acciones Precursoras» como la rebelión de Chirino (1795) y la expedición de Francisco de Miranda (1806); «Lapso de las Conspiraciones propiciadas por los Criollos o Mantuanos» (1808-1810); «Período Cívico-constitucional», cuando empieza el proceso emancipador propiamente dicho, como la Primera República (1810-1812); «Segunda República» que marca el comienzo de la «Dictadura de Simón Bolívar» (1813-1814/1815); «Tercera República», igual de breve que las anteriores, dura hasta la unión con Nueva Granada (1816-1819); «Período de la Gran Colombia» (1819-1830). La historiadora América G. Cordero Velásquez hace algo similar, dividiendo el conflicto en fases: 1810-1812, 1812-1814 y 1814-1823.
Los realistas corianos vivieron la guerra en tres momentos, según la historiadora Elina Lovera Reyes: 1810-1812, 1813-1821 y 1821-1823. El primero fue una lucha entre ciudades en que los corianos resistieron los intentos de la Junta Suprema de Caracas y sus milicias de imponer el nuevo orden. Los corianos rechazaron al invasor dirigidos por su aristocracia organizada en su cabildo. Finalizó con la llegada de los refuerzos traídos por el capitán de fragata Domingo de Monteverde y su expedición. En el segundo período la guerra estuvo lejos de su territorio, hubo un repunte económico y Coro fue premiada con el título de «Muy Noble y Leal», un escudo de armas, la «distinción con el mote de confianza de Coro», comercio libre en su puerto, una franquicia fiscal y la creación de una provincia propia. Todo eso cuando tenía una importancia estratégica relativamente menor. Obtuvo estos premios por tener una relativamente grande población española e importancia comercial, y estar estrechamente vinculada al boom azucarero de Cuba.
La última fase la élite local empieza a desquebrajarse entre quienes desean seguir resistiendo y los que prefieren la sumisión a la nueva república (muchos de los primeros acaban por huir a Cuba, Puerto Rico y España). Después de Carabobo, esta aceptó la derrota y la resistencia quedó encabezada por el populacho. A pesar de que la Corona española podía ayudar cada vez menos, los corianos formaron guerrillas al mando del teniente coronel Manuel Carrera y Colina, la guerra se centra en el territorio de la provincia y sus ciudades cambian constantemente de manos. A diferencia de otras regiones donde los realistas organizaron una resistencia irregular, aquí hubo poco apoyo indígena porque sus comunidades (fielmente monárquicas) habían sido devastadas en los años anteriores.

### Urdaneta en Coro

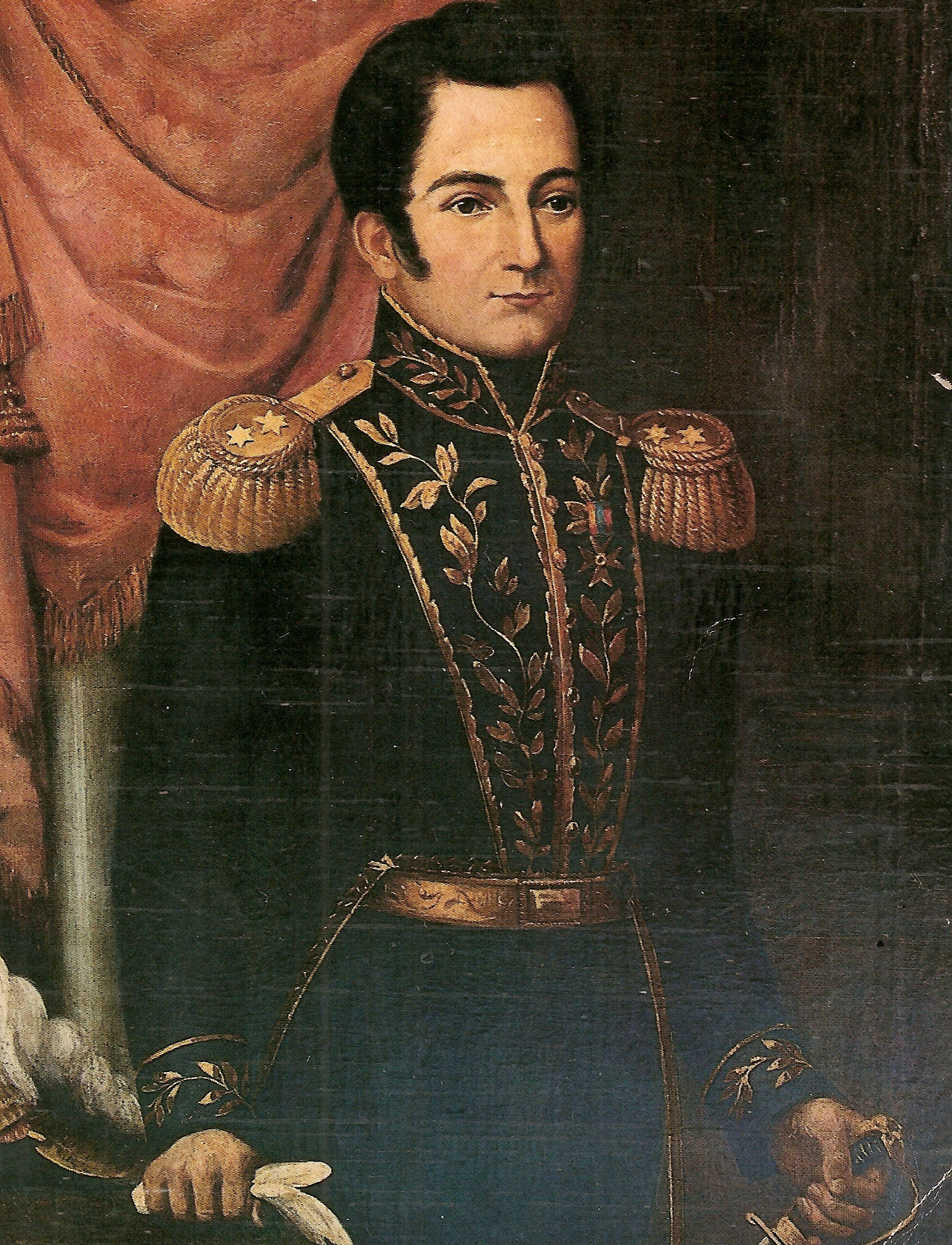
Retrato del general Mariano Montilla, por Martín Tovar y Tovar, 1874.

El 28 de enero de 1821 estalló una revuelta que puso a la villa de Coro en manos de los patriotas, permitiendo que el general de división Rafael Urdaneta le ocupara sin resistencia al día siguiente. El 1 de mayo, Urdaneta cruza por Los Puertos de Altagracia el lago de Maracaibo y entra en la provincia con su división de 2000 soldados. Esto fue aprovechado por Josefa Camejo para sublevar la península de Paraguaná dos días después. El 10 de mayo Urdaneta entraba en Coro de forma pacífica. El 27 de mayo, las autoridades y el pueblo de la ciudad juraban lealtad a la República, y Urdaneta partió hacia San Carlos con el grueso de sus hombres.
El gobernador realista de Coro, teniente coronel Pedro Luis Inchauspe, se sometió inicialmente a Urdaneta, pero a finales de junio se rebeló en el Pedregal. Pronto se hizo con la sierra de San Luis, negando sus vitales recursos a Coro. El gobernador republicano, coronel Juan Escalona, se retiró al puerto de Cumarebo. El 29 de julio, desembarcó en La Vela el coronel Juan Tello con refuerzos para los monárquicos. Deseaba quedarse en el puerto para reorganizar su columna y desembarcar su bagaje, pero Inchauspe le advirtió que desde Carora venían 4000 republicanos, desde Maracaibo se aproximaban otros 800 por mar y que en Cumarebo había una guarnición de 1000 enemigos. El 8 de agosto, hubo un gran ataque contra Cumarebo, pero los patriotas se defendieron exitosamente. Inchauspe huyó a Pedregal, pero terminó por pasarse al bando republicano, alcanzando el grado de coronel de caballería. Tello se retiró con sus expedicionarios, mientras que Escalona fue reemplazado por el coronel Justo Briceño.
A la larga, Carrera lideraría la resistencia realista en la provincia entre 1821 y 1823. Logró reunir 1000 infantes y 110 jinetes, más de la mitad sin armas y organizados en los batallones Leales de Coro, Leales de Pedregal y Paraguaná. A finales de año controlaba casi toda la provincia, excepto la península de Paraguaná, Cumarebo y La Vela.

## Ejército realista

### Defensores de Puerto Cabello
Durante los meses posteriores a Carabobo, La Torre reunió a todos los soldados realistas sobrevivientes. Estos llegaron a ser 4000 hombres según los historiadores Jesús María Henao, José Gil Fortoul, Bartolomé Mitre y Salvador de Madariaga. El historiador realista Mariano Torrente habla de 4000 a 5000 efectivos. Álvaro Valencia Tovar rebaja la cifra a 3000. Ciro Bayo creía que nunca pasaron de 2000 los combatientes realistas en las campañas. Bolívar a sólo 2000, aunque temía que si sus enemigos reunían más de 3000 soldados en ese puerto la guerra podría reiniciarse. Finalmente, La Torre afirmaba contar con 2550 soldados, «entre hábiles, inútiles y enfermos», para defender Puerto Cabello. Además, tenían la guarnición de Cumaná y algunas guerrillas en Coro y los montes alrededor de Caracas. Después de dos años de sufrir bajas en la guerra y enviar expediciones a otras regiones, la guarnición se había reducido a unos 900 soldados.
Respecto del poder naval, a finales de 1821, en la ciudad había 2 corbetas, 4 bergantines y 5 goletas, a los que se sumaron 3 buques al mando del capitán de fragata Francisco de Paula Topete, pero uno de ellos, la corbeta Bailén, necesitada de importantes reparaciones, quedó varada en Puerto Cabello y fue finalmente desmantelada y sus restos vendidos.

### Tropas en campaña
A finales de 1821, aprovechando la existencia de guerrillas realistas en la provincia de Coro, La Torre marchó en una expedición a reconquistarla, obteniendo la mano de obra para formar nuevas unidades. En un parte de guerra sin remitente conocido de inicios de 1822, La Torre afirma sobre Coro: «ha proporcionado un entusiasmo extraordinario y la provincia ofrece 2.500 hombres valientes (...) la fuerza armada de Coro alcanza a 2.800 hombres». En su oficio, Diego Alegría, intendente interino y jefe superior político en Puerto Cabello, dice que con la captura de Coro y La Vela el ejército aumentó a «tres mil hombres entusiasmados, y que se prometen la reconquista de estas vastas provincias». En una carta del Archivo Páez, escrita por un patriota afincado en Curazao en marzo, se dice que Morales tenía en la provincia de Coro 4300 hombres, aunque sólo 3200 disponibles porque muchos estaban enfermos y otros dispersos por el extenso territorio. En tanto, Simón Bolívar da un número mucho menor en agosto de ese año, creyendo que Morales no tenía más de 2200 soldados. A continuación, se presenta una tabla con dos estimaciones sobre las fuentes realistas en Coro cuando llegó Morales, en febrero de 1822. La primera proviene de un oficio del mariscal La Torre, escrita precisamente en febrero de 1822, y la segunda del capitán de fragata y veterano de la guerra, Ángel Laborde y Navarro, escrita en 1828.
| Fuerzas realistas en la provincia de Coro Situación después de la llegada de Morales a la provincia, a inicios de 1822. |                               |                                    |              |           |
| Unidad | Comandante                    | Lugar                              | La Torre     | Laborde   |
| Batallón Leales Corianos                                                                                                | Cnel. Juan Tello              | Coro                               | 700          | 600       |
| Compañía del batallón Barinas                                                                                           | Ibid.                         | Coro                               | 200          | 200       |
| Batallón Cazadores de Casicure                                                                                          | Tcnl. José Torres             | Casicure                           | s/i          | 500       |
| Escuadrón Dragones de Coro                                                                                              | Ibid.                         | Casicure                           | s/i          | 200       |
| Batallón Cazadores del General                                                                                          | Tcnl. Lorenzo Morillo         | Siquisique                         | s/i          | 400       |
| Algunas unidades de caballería                                                                                          | Ibid.                         | Siquisique                         | s/i          | 150       |
| Batallones Barinas y Hostalrich                                                                                         | Cnel. Manuel Lorenzo          | Tocuyo de la Costa                 | 700          | 750       |
| Guerrillas | Desconocidos                  | Puntos fronterizos de la provincia | s/i          | 500-600   |
| Total | Gral. Francisco Tomás Morales | Provincia de Coro                  | Desconocidas | 3300-3400 |

Poco después, cuando inició su primera ofensiva hacia Maracaibo, el brigadier se llevó 2000 a 3000 combatientes. A finales de 1822, Urdaneta se baso en testimonios de marabeños para estimar que en la ciudad los monárquicos tenían a los batallones Valencey (500 plazas), Burgos y Navarra reunidos (400), Barinas (750) y Cazadores del General (700), más 50 jinetes y «un depósito de inútiles de gente del país». Fuera de la villa, tenía 200 hombres en el Castillo, 50 en Zulia y 50 en Gibraltar, además de 60 oficiales que llegaron el 29 de noviembre desde Puerto Cabello y otros 300 que llegaron algunos días antes. El propio Urdaneta afirma que, aún si fueran exagerados los reportes, «debemos creer que Morales tiene más de dos mil hombres».
Acorde a Pedro Fermín Cevallos, Morales tenía en las numerosas fortalezas a su mando unos 5500 hombres a inicios de 1823. Meses más tarde, Santander dice que «Morales no tendrá ya dos mil hombres pues se le batió en Coro una columna, y le ha quedado cortada otra que envió de refuerzo antes de la ocupación de la laguna». Al momento de producirse la capitulación en Maracaibo, a mediados de 1823, informes británicos indicaban que Morales tenía 2000 veteranos bien armados y vestidos para guarnecer los fuertes de Maracaibo, 1000 reclutas sin armas y un escuadrón de caballería desmontado en instrucción. En cambio, Pérez Tenreiro los estima en «tres mil infantes y ciento y pico de caballos» y sin contar las partidas guerrilleras de Carora, Bailadores, Cúcuta, Valledupar, Ocaña y la provincia de Santa Marta, la guarnición de Puerto Cabello y la tripulación de su flotilla en el Lago de Maracaibo.

### Levas en Coro

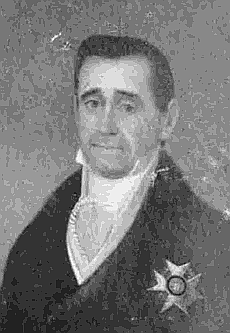
Retrato del capitán general Francisco Tomás Morales, basado en un cuadro de Vicente Escobar, hecho en La Habana, 1824.

La mayor parte de las tropas eran milicianos locales y no soldados regulares. Indios, negros y mulatos apoyaron la causa monárquica, en parte por su resentimiento hacia los criollos y mestizos, nutriendo masivamente las guerrillas realistas.
Según el historiador militar venezolano, coronel Tomás Pérez Tenreiro, y su colega español Francisco Morales Padrón, el coronel Carrera: «El año de veinte у dos creó y organizó los batallones ligeros Cazadores del General, Leales Corianos y Cazadores de Casicure, y aumentó el de Barinas que estaba en cuadro, todos cuatro con las fuerzas de novecientos a mil hombres cada uno». Documentos de la época indican que en enero de 1822, con aprobación de La Torre, se organizaron en La Vela los batallones Leales Corianos, con Carrera como comandante, y Cazadores de Casicure. La primera unidad fue una refundación del Cazadores de Coro y las compañías de flanqueadores, evento que Carrera aprovechó para ascender a los oficiales por sus acciones de guerra o necesidades organizativas del nuevo batallón. En cambio, el Cazadores del General se formó en Puerto Cabello; tampoco sería una unidad nueva, pues había llegado con Morillo en 1815. Restrepo dice que, después de reconquistar La Vela, La Torre reclutó a los prisioneros republicanos y junto al Leales Corianos formó una división de 1500 soldados que puso al mando del coronel Tello, enviándolos con los batallones Barinas y Hostalrich a Tocuyo mientras el volvía a Puerto Cabello con algunos corianos. La Torre afirma que Morales pasó por Coro para conseguir hombres que reemplazaran las numerosas bajas padecidas por esos batallones. Otro autor, Víctor Sanz, afirmaba que reclutó un millar de guerrilleros. Cevallos mencionaba que en 1823 Morales reclutó 500 corianos que se integraron al batallón Valencey.
El historiador francés Clément Thibaud señala que los nombres de las unidades, especialmente los batallones, no eran al azar. Tendían a ser epónimos en honor a las ciudades o regiones donde la tropa se había reclutado y cuyo honor defiende, pues para la gente de la época su identidad personal estaba más vinculada a la comarca o etnia en que nacieron, no a la nacionalidad que proclamaban los revolucionarios. Hay dos unidades de infantería con nombres de la provincia: la primera es el batallón Leales Corianos, que La Torre estimaba en 700 plazas. Años antes, a inicios de 1819, ese batallón tenía el mismo número de plazas según informes realistas. En cambio, en sus Recuerdos La Torre decía que para atacar La Vela reunió 700 hombres, de los que unos 400 le siguieron de Puerto Cabello y eran parte de los batallones Hostalrich y Barinas. Por lo tanto, los restantes 300 pertenecerían a las partidas del Leales Corianos, que habían estado dispersas por toda la región y que al desembarcar les habían ordenado reunirse; sin embargo, no indica si para el ataque había logrado reunir a todas las partidas del Leales o no. Por su parte, Laborde reduce el Leales ligeramente a 600.
Respecto de la otra unidad, el Casicure, La Torre dice en sus Memorias que junto al escuadrón Dragones de Coro sumaban 500 soldados, mientras que Laborde le da a ese batallón 500, pero sin contar al escuadrón. Si a esto se agregan los Dragones de Coro y las guerrillas dispersas, sumando 200 y 500 a 600 respectivamente, alrededor de 2000 hombres estaban agrupados en unidades propiamente corianas. Este número coincide con las levas que esperaba realizar el teniente general Pablo Morillo entre refugiados y jóvenes de las provincias de Coro y Maracaibo en 1818.
Durante las décadas siguientes, la provincia siguió sacrificando de forma continua grandes contingentes de hombres para los ejércitos de los numerosos caudillos que lucharon en las guerras civiles venezolanas, como los liberales Antonio Valero de Bernabé, Carlo Castelli, Ezequiel Zamora, León Colina y Cipriano Castro.

## Campaña

### Primeras expediciones

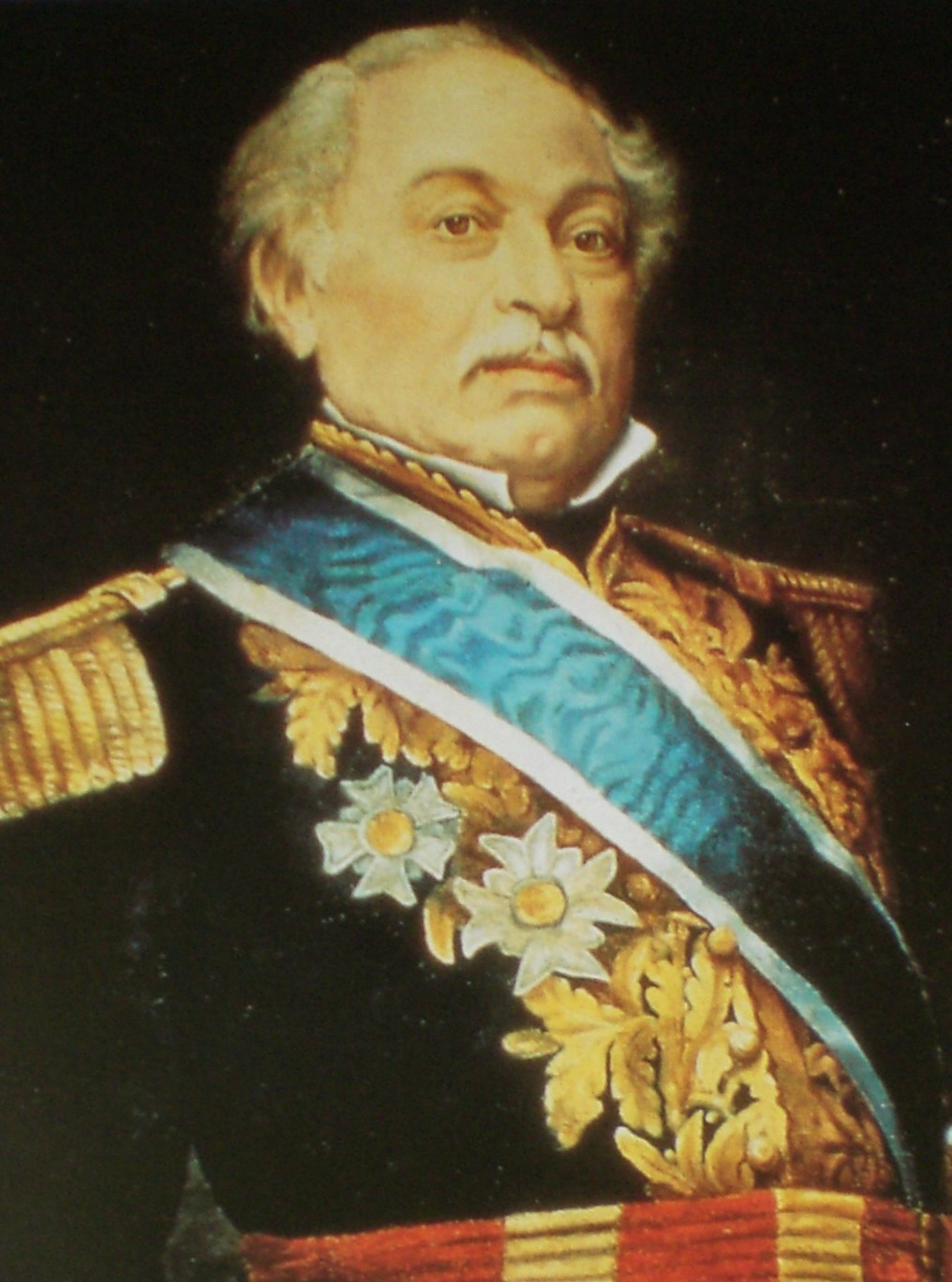
Retrato del general José Antonio Páez, por un artista anónimo, 1864.

Al saber de los éxitos de Carrera, el brigadier y capitán general Miguel de la Torre zarpó de Puerto Cabello el 12 de diciembre con 1200 hombres. Desembarcó en la noche del 14 a 15 en Los Taques y se apoderó de la península de Paraguaná para el 17 de diciembre. Dos días después, La Torre entró en Coro y de inmediato puso bajo asedio al puerto de La Vela de Coro, donde se atrincheró el coronel Juan Gómez, mientras enviaba soldados a Cumarebo. El 9 de enero de 1822, la guarnición del puerto se rindió y en el acuerdo también lo hizo la tropa republicana en Cumarebo. La Torre envió al teniente coronel Lorenzo Morillo a Baragua, donde vence a Reyes Vargas el 16 de enero, mientras él regresaba a Puerto Cabello. El coronel Judas Tadeo Piñango fue enviado con un batallón a Barquisimeto para cortar todo avance realista a San Felipe.
En febrero, La Torre volvió a Puerto Cabello y le ordenó a Morales marchar a Coro. La salida de la expedición permitió aligerar el hacinamiento de las tropas en la plaza, pudo mejorarse la atención sanitaria y obligó a los sitiadores a retirar parte de sus tropas. El brigadier Morales siempre contó con el apoyo del pueblo coriano: «la mayor parte de sus habitantes eran realistas decididos, y hubo otros jefes que los capitanearon para hacer una cruda guerra á la República». El plan era utilizar la provincia, fielmente monárquica, como base de operaciones, utilizando la ventaja que proporcionaba poder transportar tropas por mar a lo largo de la costa.
El coronel patriota José Rafael de Las Heras salió de Maracaibo con 1200 infantes, 100 jinetes y 2 cañones a recuperar Coro. El 5 y 6 de marzo desembarca en Casigua. De inmediato, el 20 de marzo, Morales salió con rumbo a Maracaibo, deseoso de ocupar la ciudad con sus 2100 infantes, 300 jinetes, 50 artilleros y 2 cañones. Las Heras decide retirarse a Maracaibo, donde el gobernador republicano, contraalmirante Lino de Clemente, organizó preparativos para su defensa, pero el 1 de abril, Piñango salió de Barquisimeto con 2000 infantes y 200 jinetes y ocupaba Cumarebo el día 11, actuando como vanguardia del general de división Carlos Soublette. Ante la amenaza de quedar atrapado entre las fuerzas enemigas y ser aislado de Puerto Cabello, Morales decide volver con la mayoría de sus hombres a Coro. De todas formas, envía dos columnas al mando del capitán Juan Ballesteros y el teniente coronel Lorenzo Morillo a atacar Maracaibo. Ballesteros murió y su tropa fue aniquilada en Juana de Ávila el 24 de abril, mientras que Morillo y sus hombres tuvieron que rendirse en Perijá el 4 de mayo. Laborde acusa que Morales estaba obsesionado con tomar Maracaibo, habiendo perdido 800 soldados en una maniobra cuyo único propósito era distraer a De Clemente.

### Campaña a Valencia
El 17 de abril, Piñango vence al coronel Juan Tello en Chipare y entra en Coro, pero al enterarse de la proximidad de Morales, decide retirarse a Carora, donde se reúne con Soublette el 9 de mayo; la brigada de Piñango había sufrido muchas bajas por una peste y no estaba en condiciones de luchar. Salen de la villa el 18 de mayo, tomando rumbo a Dabajuro. En respuesta, Morales sale de Los Puertos con rumbo a la misma ciudad el 3 de junio, dándose una gran batalla cuatro días más tarde, siendo vencido Soublette. El 23 de junio, un ejército de 1500 a 2000 realistas entraba en Coro, mientras que el brigadier Morales había partido la jornada anterior desde La Vela a Puerto Cabello para suceder a La Torre como capitán general. La Torre le había enviado una carta avisándole de su nombramiento y pidiéndole el nombre de quién debía encargarse de Puerto Cabello, pues él tenía órdenes de partir a Puerto Rico, pero Morales le exigió quedarse para entregarle el mando personalmente, lo que ofendió a La Torre, pues jamás había pensado en irse antes. Entendiendo que no podría defender a la ciudad de una previsible nueva ofensiva, había ordenado a la mayoría de sus unidades retirarse a Puerto Cabello por tierra, dejando en la provincia sólo a las guerrillas de Carrera. El 4 de agosto, Morales asumía el mando.
Mientras todo esto sucedía, el general de división José Antonio Páez abandonaba el asedio de Puerto Cabello, le quedaban poco más de 1000 de los 3279 hombres con los que había iniciado el sitio, la mayoría había muerto por las pestes. Decide retirarse a Valencia. Aprovechando que la mayoría de los ejércitos republicanos estaban en la provincia de Coro, el nuevo capitán general decidió atacar Valencia. Ante su avance, Soublette se retiró a esa ciudad para ponerse bajo el mando de Páez. El 11 de agosto, cerca de Naguanagua, se dio una gran batalla en que se detuvo la ofensiva monárquica. El 14 de agosto, llegó Soublette con su división y Morales, comprendiendo su inferioridad numérica, ordenó retirarse a Puerto Cabello, donde llegó cuatro días más tarde, después de abandonar a muertos y heridos en el camino.

### Reconquista de Maracaibo

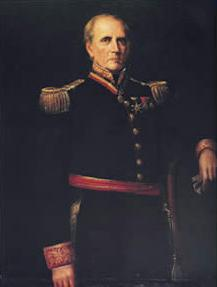
Retrato del general Carlos Soublette, por Martín Tovar y Tovar, 1874.

Morales se no dio por vencido y el 24 de agosto se embarcaba con 1200 soldados con rumbo a Maracaibo. Siete días después desembarcó en Cojoro y el 7 de septiembre venció a De Clemente en Salina Rica, después de lo cual entró en Maracaibo. Según un autor, su tropa incluía parte de la guarnición de Puerto Cabello y guajiros: «formó su ejército no sólo con mil hombres de tropa que sacó de Puerto Cabello, sino también una porción de indios guajiros de fusil, que logró incorporar por medio de pago de ropa y otros efectos». En octubre llegó a Riohacha el general de brigada Mariano Montilla, quien envió tropas contra Morales. El 21 de octubre, el teniente coronel José Sardá salía de la ciudad con una columna y el 13 de noviembre era vencido en Garabulla.
El teniente coronel patriota Juan de los Reyes González aprovechó para ocupar Coro el 1 de mayo, marcando la toma definitiva de la ciudad por los independentistas. Semanas más tarde, Reyes González siguió su avance hacia Cumarebo y venció al coronel Manuel Lorenzo el 6 de junio. Tres días más tarde, Reyes González también derrotaba al coronel Juan Tello y se hace con el puerto de esa ciudad. El 16 de junio, el comandante patriota Miguel Crespo tomaba la población de Punta de Palmas, en la costa oriental del Lago de Maracaibo.
Estas acciones animaron una rebelión en Santa Marta el 31 de diciembre, sin embargo, para el 22 de enero de 1823, la situación volvía a la calma.

### Rendición final
Desde Maracaibo, Morales atacó Trujillo y Mérida, pero sufrió un nuevo revés, volviendo menos de la mitad de los expedicionarios enviados. Además, Maracaibo estaba pasando escasez de víveres al quedar aislada por tierra. Montilla decidió lanzar una ofensiva coordinada contra la ciudad, mientras él avanzaría desde el este con 2500 soldados, lo mismo haría el general de brigada Manuel Manrique con otros 1200 desde el oeste, esperando reclutar tropas en el camino.
Aprovechando una ofensiva de Morales en la provincia de Coro, Montilla salió de Riohacha a fines de mayo, tratando de marchar por tierra a Maracaibo bajo el constante acoso de los guerrilleros guajiros. Se suponía que debía contar con 4000 infantes y 300 jinetes, pero las deserciones, enfermedades y guerrillas le dejaban apenas 3000, la mitad reclutas inexpertos, y eso a pesar de recibir por mar 709 refuerzos del batallón Carabobo y el escuadrón Dragones de Venezuela. El 15 de junio, el llegar a la estancia Cojoro ordenó regresar a Riohacha. Se había enterado de que su rival estaba a un día de camino con 3000 veteranos, aunque en realidad sólo serían unos 2000. En tanto, Morales volvió a Maracaibo y se dedicó a esperar la ayuda de Laborde y su escuadra. Para acabar con su inmovilidad, «propuso evacuar a los 1.800 ó 2.000 hombres que podía tener, transportándolos en tres goletas mercantes, dos flecheras armadas y otras embarcaciones menores rumbo a Coro para, después, pasar a la costa de Caracas». Sin embargo, todos sus planes se cancelaron el 24 de julio, cuando la escuadra de Laborde fue derrotada por el contralmirante José Prudencio Padilla. El 3 de agosto, después de muchas negociaciones, Morales capituló y doce días después se embarcó para Cuba con muchos oficiales y soldados. Hubo desacuerdos entre Padilla y Manrique, pues aunque ambos firmaron el acta de capitulación de Morales, no estaban de acuerdo en cómo tratar a los vencidos y los dos deseaban la gloria de la victoria. Finalmente, Manrique se ganó el respeto de su rival, quien decidió partir tranquilamente a Cartagena y dejarlo a cargo de organizar el gobierno de la región. En el bando de los vencidos también hubo disputas, pues Morales y Laborde se culpaban mutuamente de la derrota.
Por último, el 7 de noviembre, Páez tomó por asalto la ciudad de Puerto Cabello, forzando al jefe de la guarnición, el brigadier Sebastián de La Calzada a rendirse. Sin embargo, el ya coronel Carrera logró resistir en el castillo San Felipe por otros tres días, hasta que capituló, marcando el final definitivo de la guerra.

## Consecuencias
El intento de reconquista de Venezuela había fracasado en contraste una década atrás. Las diferencias principales fueron que los realistas ya no contaban con los inagotables recursos de hombres y caballos de los Llanos del Orinoco y la metrópolis no podía enviar ayuda militar, ocupada en las divisiones políticas entre liberales y absolutistas.
El territorio costero era fácil de penetrar y dominar, por ello fueron completamente saqueadas las villas de esa zona, quedando sin ganado de ningún tipo por la hambruna que mató a muchos (para empeorar la situación, a la guerra le siguió en Coro un período de sequías). La provincia de Coro perdió la mitad de su población entre 1819 y 1825 (como indica la siguiente tabla) producto de que la guerra se prolongó y centró en su territorio en 1821-1823. Parte de la población abandonó las villas y trató de refugiarse en las serranías de difícil acceso, que en siglos anteriores les dieron cobijo de ataques de piratas.
| Población de las principales villas de Coro (1819-1825) |                 |                           |            |
| Villa                                                   | Habitantes 1819 | Habitantes 1825           | Diferencia |
| Coro                                                    | 7201            | 3471                      | -3730      |
| La Vela de Coro                                         | 1801            | 891                       | -910       |
| Cumarebo                                                | 4045            | 623 (pueblo) 546 (puerto) | -2866      |
| Píritu                                                  | 536             | 356                       | -179       |
| Carorita                                                | 748             | 279                       | -469       |
| Jacura                                                  | 1376            | 740                       | -636       |
| Capadare                                                | 1897            | 1848                      | -49        |
| Tocuyito San Miguel                                     | 845             | 674                       | -171       |
| Guaybacoa                                               | 593             | 116                       | -477       |
| Acurigua Macoruca                                       | 933             | 164                       | -735       |
| Cabure                                                  | 1346            | 1981                      | 635        |
| San Luis                                                | 2789            | 1920                      | -869       |
| Agua Larga                                              | 1016            | 633                       | -383       |
| Pecaya                                                  | 1819            | 953                       | -866       |
| Pedregal                                                | 1917            | 608                       | -1309      |
| Santa Ana                                               | 3500            | 343                       | -3157      |
| Moruy                                                   | 1224            | 305                       | -919       |
| Buenavista                                              | 1025            | 164                       | -861       |
| Jadacaquiva                                             | 846             | 316                       | -530       |
| Pueblo Nuevo (de Paraguaná)                             | 2454            | 387                       | -2067      |
| Total                                                   | 37 911          | 17 318                    | -20 593    |

Sin embargo, el grado de violencia vivida fue menor en comparación a lo sucedido en Pasto y rápidamente después de la guerra se apartaron de la memoria colectiva a los dirigentes monárquicos y enzarzaron a los dirigentes republicanos. Sin embargo, el fidelismo monárquico siguió siendo fuerte en la zona por varios años. En 1826 Bolívar temía: «Ni aun a mi llegada se acercan a verme como que sus pastores son jefes españoles. Yo creo que si los españoles se acercan a estas costas, levantarán 4 ó 5000 indios en esta sola provincia. La nobleza de este país permanece renuente y abstraída de todo; pero cobrando millones y Coro no ha valido jamás un millón».
Además, siguieron existiendo guerrillas monárquicas en los valles del Tuy y de Aragua, al mando de José Dionisio Cisneros, Juan Celestino Centeno y Doroteo Herrera, quienes resistieron por una década. Esto no disuadió a Bolívar de planear una invasión a Cuba y Puerto Rico, los últimos reductos españoles en el continente, esperando reunir cinco a seis mil hombres en una expedición mandada por Sucre, Páez y Padilla.

### Estudios de la época
- Arocha, Wilfredo (1899). Tratado de Geografía Política, Civil e Historia del Estado Zulia. Maracaibo: Imprenta Americana.
- Baralt, Rafael María; Ramón Díaz (1841). Resumen de la historia de Venezuela, desde el año 1797 hasta el de 1830 II. París: Imprenta de H. Fournier y Cía.
- Bayo, Ciro (1916). Examen de próceres americanos (los libertadores). Madrid: Viuda de Pueyo.
- Benedetti, Carlos (1887). Historia de Colombia. Lima: Imprenta del Universo de Carlos Prince.
- Blanco, José Félix; Ramón Azpurua (1876). Documentos para la historia de la vida pública del libertador VIII. Caracas: Comité Ejecutivo del Bicentenario de Simón Bolívar.
- Cevallos, Pedro Fermín (1886). Resumen de la historia del Ecuador desde su orijen hasta 1845 IV. Guayaquil: Imprenta de la Nación.
- De La Torre, Miguel (1847).  Fermín Gonzalo Morón, Ignacio de Ramon Carbonell, ed. Revista de España: de Indias y del extrangero VIII. Madrid: Alegría y Charlain, Imprenta de M. Rivadaneyra.
- De Urquinaona y Pardo, Pedro (1820). Relación documentada del origen y progresos del trastorno de las Provincias de Venezuela hasta la exoneración del Capitán General Don Domingo de Monteverde. Madrid: Imprenta Nueva.
- Díaz, José Domingo (1829). Recuerdos sobre la rebelión de Caracas. Madrid: Imprenta de León de Amarita.
- Duarte Level, Lino (1917). Cuadros de la historia militar y civil de Venezuela. Desde el descubrimiento y conquista de Guayana hasta la batalla de Carabobo. Caracas: Editorial América.
- Henao, Jesús María; Gerardo Arrubla (1985). Historia de Colombia II. Bogotá: Plaza Janés. Texto original de 1910. ISBN 9789581400003.
- Laborde Navarro, Ángel (1974). «Opúsculo histórico acerca de los principales sucesos de la guerra en las Provincias de Venezuela (1821-1823)».  En Tomás Pérez Tenreiro, ed. Ángel Laborde y Navarro, capitán de navío: relación documental de los sucesos de Venezuela, 1822-1823. Caracas: Instituto Panamericano de Geografía e Historia, Comisión de Historia, Comité Orígenes de la Emancipación. Texto original de 1828. pp. 19-193.
- Martínez Dávila, Francisco (1820). Miscelánea de comercio, artes y literatura: números 1-177. Madrid: Imprenta de Repullés (numeración de páginas basado en PDF).
- Mitre, Bartolomé (1890). Historia de San Martín y de la emancipación sud-americana III. Buenos Aires: Félix Lajouane.
- Montenegro, Feliciano (1823). Verdaderos acontecimientos de Venezuela á principios del año 1821 ó sea refutacion de lo que con este motivo ha dicho el coronel d. Sebastian de la Calzada en su papel titulado Idea sucinta del carácter y disposicion del mariscal de Campo d. Miguel de la Torre, general en gefe que ha sido del ejército espedicionario de Costa-firme. Puerto Rico: Julián Blanco.
- Montenegro Colón, Feliciano (1837). Geografía general para el uso de la juventud de Venezuela IV. Caracas: Imprenta de Damiron y Dupouy.
- O'Leary, Daniel Florencio (1880).  Simón B. O'Leary, ed. Memorias del general O'Leary: Correspondencia de hombres notables con el Libertador III. Caracas: Gaceta Oficial.
- Páez, José Antonio (1867). Autobiografía del general José Antonio Páez I. Nueva York: Hallet y Breen.
- Restrepo Vélez, José Manuel (1858). Historia de la Revolución de la República de Colombia en la América Meridional III. Besanzón: José Jacquin.
- Torrente, Mariano (1830). Historia de la revolución hispano-americana III. Madrid: Imprenta de León de Amarita.
- Walker, Alexander (1822). Colombia: siendo una relación geográfica, topográfica, agricultura, comercial, política, &c. de aquel pays, adaptada para todo lector en general, y para el comerciante y colono en particular III. Londres: Baldwin, Cradock, y Joy.

### Moderna
- Arcila Farías, Eduardo (1979). «La Junta de Guerra de 1818». Memoria del tercer Congreso Venezolano de Historia del 26 de septiembre al 1° de octubre de 1977 I. Caracas: Academia Nacional de la Historia. pp. 157-172.
- Baptista González, Carlos (1984). Historia de Paraguaná I. Caracas: Editorial Venezolana.
- Beaujón Graterol, Óscar (1982). Historia del Estado Falcón. Caracas: Ediciones de la Presidencia de la República.
- Biggs, James (1950). Historia del intento de don Francisco de Miranda para efectuar una revolución en Sur América: en una serie de cartas dirigidas a un amigo suyo en los Estados Unidos por un caballero que fué oficial bajo las órdenes de aquel general a las cuales se agregan rasgos de la vida de Miranda y noticias geográficas de Caracas. Caracas: Ávila Gráfica. Traducción inglés-español y prólogo de José Nucete-Sardi.
- Borges, Analola (1965). «Francisco Tomás Morales, general en jefe del ejército realista en Costa Firme». Anuario de Estudios Atlánticos I (11): 11-92.
- Castellanos, Rafael Ramón (1982). General de división Mariano Montilla: homenaje en el Bicentenario de su nacimiento, 1782-1982 I. Caracas: Ediciones de la Presidencia de la República. Prólogo de Tomás Polanco Alcántara.
- Chacón Vargas, Ramón Vicente (2009). La población de la Provincia de Caracas, o, Provincia de Venezuela en vísperas de la Guerra de Independencia (1800-1812). Caracas: Fundación Centro Nacional de Historia. ISBN 9789807248082.
- Cordero Velásquez, América (1993). «El Proceso Emancipador de Venezuela y sus Períodos».  En Luis Cipriano Rodríguez, ed. Los grandes períodos y temas de la historia de Venezuela: V centenario. Caracas: Instituto de Estudios Hispanoamericanos & Decanato de la Facultad de Humanidades y Educación de la Universidad Central de Venezuela. pp. 117-187. ISBN 9789800006603.
- Cova, Jesús Antonio (1959). Archivo del mariscal Juan Crisóstomo Falcón V. Caracas: Imprenta Nacional.
- De Madariaga, Salvador (1976). El Ciclo Hispánico: El ocaso del imperio español en América. Bolívar II. Buenos Aires: Editorial Sudamericana.
- De Mier, José (1978). Padilla. Bogotá: Academia Colombiana de Historia.
- Dellepiane, Antonio; Mariano de Vedia y Mitre & Rómulo Zabala (1939). El Argos de Buenos Aires III. Buenos Aires: Taller de artes gráficas Futura.
- Egea López, Antonio (1985). «La resistencia española en Suramérica tras Ayacucho, a través del «Diario Mercantil de Cádiz»». Anales de la Universidad de Cádiz (Cádiz: Servicio de Publicaciones de la Universidad de Cádiz) (2): 219-250. ISSN 0213-1595.
- Eljuri-Yúnez Suárez, Antonio Ramón (1973). Y así se rubricó la independencia: la batalla naval del Lago de Maracaibo: narración. Caracas: Organización Procesa.
- Esteves González, Edgar (2007). Batallas de Venezuela, 1810-1824. Caracas: El Nacional. ISBN 978-980-388-074-3.
- Fagúndez, Carmen; Carmen Marcano de Fagúndez (2006). Simón Bolívar año tras año, 1783-1830. Caracas: BPR Publishers. ISBN 9789801213512.
- Felice Cardot, Carlos (1973). Archivo del general José Antonio Páez: 1821-1823 II. Caracas: Academia Nacional de la Historia & Ministerio de Relaciones Interiores de Venezuela.
- Fernández Pascua, Delfina (1992). Últimos reductos españoles en América. Barcelona: Mapfre. ISBN 9788471003126.
- Fernández Pascua, Delfina (1994). «Bolívar y La Torre: Frustración de la Esperanza de Llegar a Acuerdos de Paz en Venezuela en el Trienio Liberal». Anuario de Estudios Bolivarianos III (3): 9-60. ISSN 1315-0243.
- Fernández Pascua, Delfina (1999). «La Marina Española en la Reconquista de Paraguaná y Coro (1821)». Anuario de Estudios Bolivarianos (Caracas: Universidad Simón Bolívar) VII (7-8): 11-29. Por problemas presupuestarios ambos números se publicaron juntos. ISSN 1315-0243.
- Gil Fortoul, José (1954). Historia constitucional de Venezuela: La independencia. Caracas: Ministerio de Educación.
- González, Asdrúbal (1974). Sitios y toma de Puerto Cabello. Valencia: El Carabobeño.
- González, Asdrúbal (1988). La Guerra de Independencia en Puerto Cabello. Caracas: Editora Venezuela en el Mundo.
- Hernández, Luis Guillermo; Jesús Ángel Semprún Parra (2018). Diccionario General del Zulia. Maracaibo: Sultana del Lago Editores. ISBN 9781976873034.
- Hernández Baño, Adrián; María de los Ángeles Peréz Friend (1990). Coro y provincia: testimonios de cuatro siglos, 1500-1900. Caracas: Linotipo López. ISBN 9789806081710.
- Hernández Caballero, Serafín (2006). «Gobernantes de Venezuela».  En Elías Pino Iturrieta, ed. Historia global de Venezuela: Colofón siglo XX, albores siglo XXI IV. Caracas: BPR Publishers. Incluye cronología, bibliografía, índice analítico, fuentes y créditos iconográficos de la obra completa. ISBN 978-6427-17-3.
- Jiménez López, Hadelis (2003). Batalla naval del lago de Maracaibo: gloria e independencia. Caracas: Ed. Marvin Klein. ISBN 9789802240760.
- León Tello, Pilar (1986). El Ejército expedicionario de Costa Firme: documentos del Conde de Torrepando conservados en el Archivo Histórico Nacional II. Madrid: Real Academia de la Historia. ISBN 9788460044727.
- Lombardi Boscán, Ángel Rafael (2006). Banderas del rey: La visión realista de la Independencia. Maracaibo: Ediciones del Rectorado, Universidad Católica Cecilio Acosta & Universidad del Zulia. Prólogo de Enrique Martínez Ruiz. ISBN 9789806992153.
- Lovera Reyes, Elina (1990). «Autonomismo y Realismo en la Provincia de Coro durante la Independencia». Anuario de Estudios Bolivarianos (Caracas: Bolivarium de la Universidad Simón Bolívar) I (1): 151-213.
- Lovera Reyes, Elina (2007). De leales monárquicos a ciudadanos republicanos: Coro 1810-1858. Caracas: Academia Nacional de Historia. ISBN 9789802229994.
- Lovera Reyes, Elina (2011). «El fidelismo de los indios caquetíos de Coro durante la independencia de Venezuela». Tiempo y Espacio (Caracas: Centro de Investigaciones Históricas "Mario Briceño Iragorry") XXI (56): 9-29.
- Lumbreras, Luis Guillermo (2003). Historia de América andina: Creación de las repúblicas y formación de la nación V. Quito: Libresa. ISBN 978-9-97880-510-7.
- Medina Chirinos, Carlos (1922). «La Batalla de Carabobo no selló la independencia de Venezuela. Fué la Batalla Naval de Maracaibo, la que selló a la vez la independencia de la Gran Colombia». Cultura Venezolana XIV (39-44): 27-45.
- Morales Padrón, Francisco (1976). «Francisco Tomás Morales, último capitán general de Venezuela». Anuario de Estudios Americanos XXXIII. Sevilla: Escuela de Estudios Hispano-Americanos (Consejo Superior de Investigaciones Científicas). pp. 641-712.
- Mudarra, Miguel Ángel (1971). La victoria de Carabobo. Caracas: Biblioteca de Historia del Ejército.
- Muñoz, Gabriel E. (1987). Monteverde. Cuatro Años de Historia Patria: 1812-1816 I. Caracas: Academia Nacional de la Historia. ISBN 9789802220045.
- Pérez Ochoa, Eduardo (1982). La guerra irregular en la independencia de la Nueva Granada y Venezuela 1810-1830. Tunja: Vicerrectoría de Investigaciones y Extensión Universitaria de la Universidad Pedagógica y Tecnológica de Colombia & Ediciones La Rana y el Águila.
- Pérez Tenreiro, Tomás (1971). Don Miguel de la Torre y Pando. Valencia: Ejecutivo del Estado Carabobo.
- Pérez Tenreiro, Tomás (1972). Los sucesos militares de Coro en los años de 1821 y 1822. Caracas: Archivo General de la Nación.
- Pérez Tenreiro, Tomás (1994). Para acercarnos a don Francisco Tomás Morales, mariscal de campo, último capitán general en Tierra Firme, y a José Tomás Boves, coronel, primera lanza del Rey. Caracas: Academia Nacional de la Historia. ISBN 9789802228379.
- Pérez Turrado, Gaspar (1992). La Marina Española en la Independencia de Costa Firme. Madrid: Editorial Naval. ISBN 9788473410687.
- Restrepo Tirado, Ernesto; Diego Mendoza (1917). Archivo Santander IX. Bogotá: Academia Colombiana de la Historia.
- Rivas Vicuña, Francisco (1940). Las guerras de Bolívar: La gran Colombia, 1821-1823 V. Santiago: Editorial El Esfuerzo.
- Sanz, Víctor (2002). Nuevo bosquejo de historia de España. Caracas: Universidad Central de Venezuela. ISBN 978-9-80002-094-4.
- Semprún, José; Alfonso Bullón de Mendoza (1992). El ejército realista en la Independencia americana. Madrid: Mapfre. ISBN 84-7100-518-2.
- Sosa Llanos, Pedro Vicente (1995). Guerra, hacienda y control fiscal en la emancipación de Venezuela, 1810-1830. Caracas: Archivo Histórico de la Contraloría General de la República.
- Thibaud, Clément (2003). Repúblicas en armas: los ejércitos bolivarianos en la Guerra de Independencia en Colombia y Venezuela. Lima: Instituto Francés de Estudios Andinos. ISBN 9789584206145.
- Toro Jiménez, Fermín (2008). Historia diplomática de Venezuela: 1810-1830. Caracas: Facultad de Ciencias Jurídicas y Políticas de la Universidad Central de Venezuela. ISBN 978-9-80002-490-4.
- Valencia Tovar, Álvaro; José Manuel Villalobos Barradas (1993). Historia de las fuerzas militares de Colombia. Ejército I. Bogotá: Planeta. ISBN 978-9-58614-355-4.
- Velásquez, Ramón J. (1983). «Documento N° 7. Carta de José Manuel Hernández a Juan Vicente Gómez. San Juan de Puerto Rico, 28 de octubre de 1911». La oposición a la dictadura gomecista. Liberales y nacionalistas V. Caracas: Congreso de la República. pp. 53-64. Véase también Urbe Edu.
- Villamizar Adarme, Gonzalo (2009). Cuatro genios: batallas de Venezuela. Caracas: Biblioteca de Autores y Temas Tachirenses. ISBN 9789801235392.
- Zarama Rincón, Rosa Isabel (2004). «Héroes y Antihéroes en Pasto y Coro, 1821-1824». Montalbán (Caracas: Universidad Católica Andrés Bello) (38): 89-136.

- Datos: Q16489965